# V/H/S: Viral
V/H/S: Viral é o terceiro filme da franquia V/H/S, uma antologia de terror lançado em 2014 pela produtora independente Bloody Disgusting.
Criado por Brad Miska, apresenta uma série de curtas-metragens escritos e dirigidos por Nacho Vigalondo, Marcel Sarmiento, Gregg Bishop, Justin Benson e Aaron Scott Moorhead.